# Хаджин
Хаджин (араб. هجين‎) — город в Сирии на реке Евфрат, расположенный в районе Абу-Камаль мухафазы Дайр-эз-Заур и являющийся центром одноимённой нахии. По данным Центрального бюро статистики Сирии, численность населения в 2004 году составляла 37,935 человек.

## История
В ходе Гражданской войны в Сирии город Хаджин был захвачен боевиками террористической организации Исламское государство в 2014 году, и удерживался ими вплоть до 7 декабря 2017 года, когда был освобождён силами СДС (бойцы Военного Совета Дейр-эз-Зора, подразделение внутри Сирийских демократических сил) при поддержке Международной коалиции по борьбе с ИГ.
Повторно взят силами Исламского государства спустя несколько дней после взятия города курдскими силами. Бои за контроль над городом возобновились в сентябре 2018 года. Перед проведением наступления на город СДС провели зачистку вдоль границы с Ираком, и взяли под контроль поселок Багуз Тахтани, на границе между Ираком и «Хаджинским карманом» (последний оплот Исламского государства в Сирии), отрезав пути отхода для ИГ (в пустыню Анбара и Найнавы, Ирак). После чего, продолжили наступление, взяв под контроль поселок Багуз Фоукани, часть поселка Ас-Сафа, и северную половину моста Абу-Кемаль.
Однако, в октябре Командование СДС взяло расчёт на ведение боев только лишь силами Военного Совета Дейр-эз-Зора, а большая часть бойцов YPG с фронта была отправлена на север Сирии, на границу с Турцией, для усиления группировки войск СДС в Кобани (Айн аль-Араб), Тель-Абьеде, Рас-аль-Айне и Камышлы (из-за возникшей угрозы вторжения турецких войск). Это привело к тому, что ИГ в октябре-ноябре провели ряд успешных контр-наступательных операций, и смогли возвратить ранее утраченные позиции. В ходе боев 24-28 октября 2018 года, ИГ вернули контроль над поселками Багуз Тахтани, Багуз Фоукани, Ас-Сафа, вернули северную часть моста Абу-Кемаль, и вышли к границе с Ираком. Из-за этого авиация CJTF-OIR увеличила число авиаударов, что привело к многочисленным жертвам среди мирного населения, и крупным разрушениям в городе Хаджин и его окрестностях.
В ноябре 2018 года ИГ продолжили попытки наступления на позиции СДС, пользуясь плохими погодными условиями. Боевики ИГ смогли осуществить прорыв к нефтяному месторождению «Танак», совершив на него нападение, с применением машины со взрывчаткой. Кроме этого, начали успешное наступление на город Гараниж (был утрачен ИГ в декабре 2017 года), выйдя к его восточной околице. В начале декабря фронт был усилен бойцами Военного Совета Манбиджа и YPG. СДС возобновили наступление на восточном берегу Ефрата, смогли выбить ИГ из околиц Гаранижа, отрезать ИГ от границы с Ираком (вернув под контроль поселок Багуз Тахтани). 12 декабря СДС уже на 30 % контролировали город (западную развязку и район Санбул). Вновь возвращён под контроль Сирийских демократических сил 19 декабря 2018 года.